# Orestes Glacier
Orestes Glacier är en glaciär i Antarktis. Den ligger i Östantarktis. Nya Zeeland gör anspråk på området. Orestes Glacier ligger 1 114 meter över havet.
Terrängen runt Orestes Glacier är bergig åt sydväst, men åt nordost är den kuperad. Trakten är obefolkad. Det finns inga samhällen i närheten.